# Taubenturm Château de la Grand’Ville

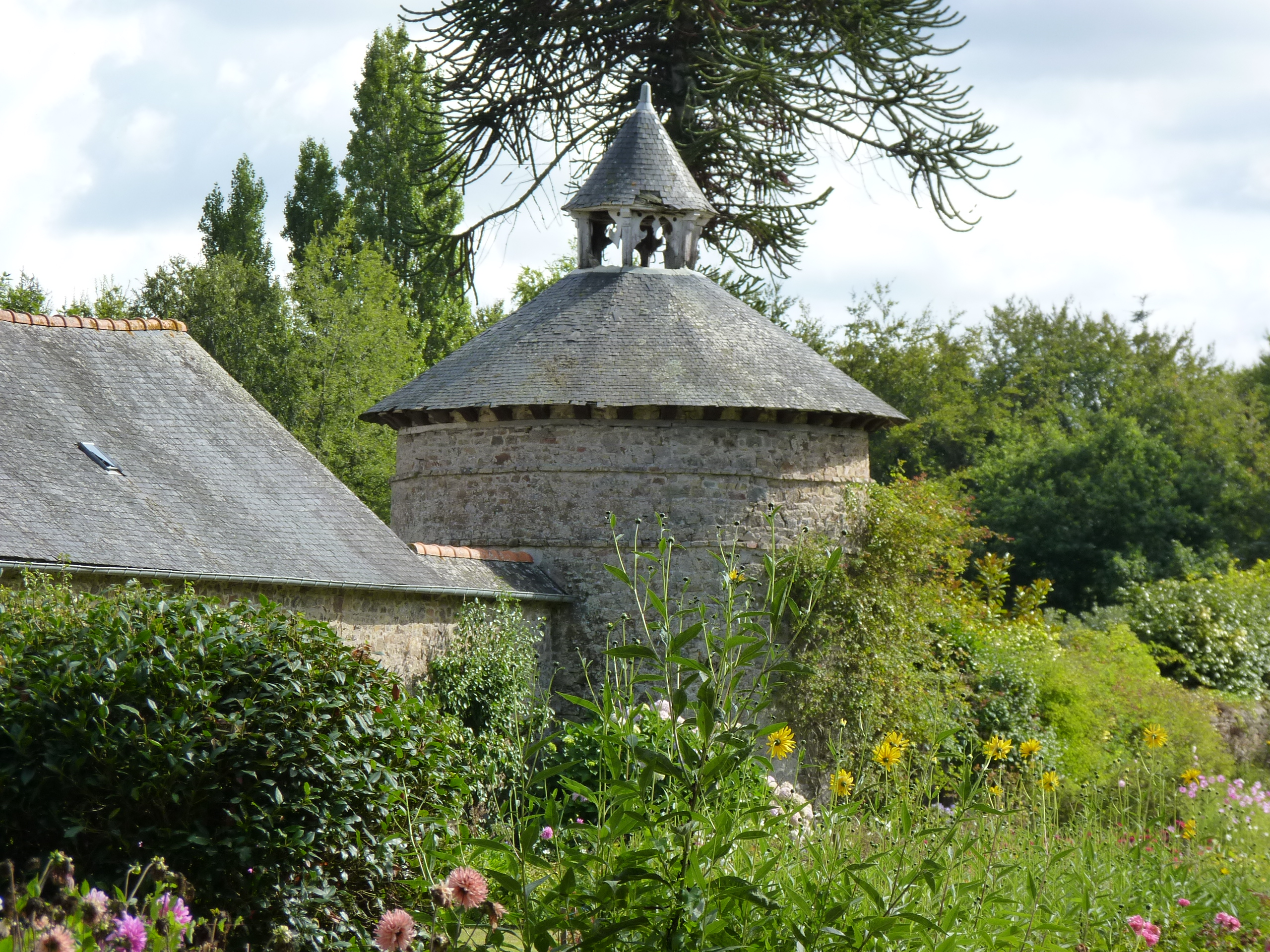
Taubenturm in Bringolo

Der Taubenturm (französisch colombier oder pigeonnier) des Château de la Grand’Ville in Bringolo, einer französischen Gemeinde im Département Côtes-d’Armor in der Region Bretagne, wurde im 17. Jahrhundert errichtet. Der Taubenturm steht als Teil des Schlosses seit 2012 als Monument historique auf der Liste der Baudenkmäler in Frankreich.
Der runde Taubenturm aus Bruchsteinmauerwerk mit Schieferdeckung wird von einer Laterne bekrönt.